# Guillaume de Sully
Pour les articles homonymes, voir Guillaume de Blois et Blois (homonymie).
Guillaume de Blois, ou Guillaume Ier de Sully, dit également Guillaume le simple, (né vers 1090, mort vers 1150) est seigneur de Sully. Il est le fils aîné, mais déshérité, d'Étienne II de Blois, comte de Blois, Châteaudun, Chartres et Meaux, et d'Adèle d'Angleterre, fille de Guillaume le Conquérant, duc de Normandie et roi d'Angleterre, et de Mathilde de Flandre.

## Biographie
Son père Étienne II de Blois décède lors de la Bataille de Ramla en 1102, mais il est déshérité par sa mère Adèle d'Angleterre à cause de problèmes mentaux au profit de son frère puîné Thibaut IV de Blois, et ne possède que Sully par son mariage, et devient la souche des seigneurs de Sully, branche aînée et spoliée de la maison de Blois-Champagne.
En 1135, à la mort du roi d'Angleterre Henri Ier Beauclerc, Guillaume était l'héritier légitime de la lignée de Guillaume le Conquérant. Il aurait ainsi été le principal rival de la fille d'Henri, Mathilde, pour hériter du trône après la mort d'Henri. Cependant, il n'a pas été considéré comme un candidat à la couronne anglaise et plusieurs historiens ont estimé qu'il avait été passé à cause d'une déficience mentale, d'où son sobriquet de Guillaume le Simple. Ce sera finalement son frère cadet, Étienne, qui montera sur le trône d'Angleterre.
Les témoignages concernant son état mental divergent. Il était très probablement bègue. La chronique de Tours dit qu'il était très-sot, Albéric dit qu'il était sans aucune valeur et Guillaume de Neubrige affirme qu'il était trop faible d'esprit et indigne du sang dont il était issu.
Une lettre de 1103 d'Yves de Chartres, évêque de Chartres, indique que lors d'une dispute avec le chapitre de Chartres à propos d'un arbitrage, Guillaume aurait forcé les bourgeois de la ville à former une confédération et à prêter serment solennel de tuer l'évêque. Mais certains chroniqueurs ont spéculé qu'il était seulement mentalement retardé et, bien qu'irresponsable, violent seulement avec les mots. Orderic Vitalis, quant à lui le décrit comme un homme bon et paisible.
Malgré son handicap, il se marie vers 1105 avec Agnès de Sully, qui était au service de sa mère et qui lui apporte la seigneurie de Sully dont il prendra le nom, et avec qui il a plusieurs enfants. Orderic Vitalis, son contemporain, dira de lui qu'il vécut de longues années, avait beaucoup d'enfants, et qu'il ne manquait pas d'argent.

## Mariage et enfants

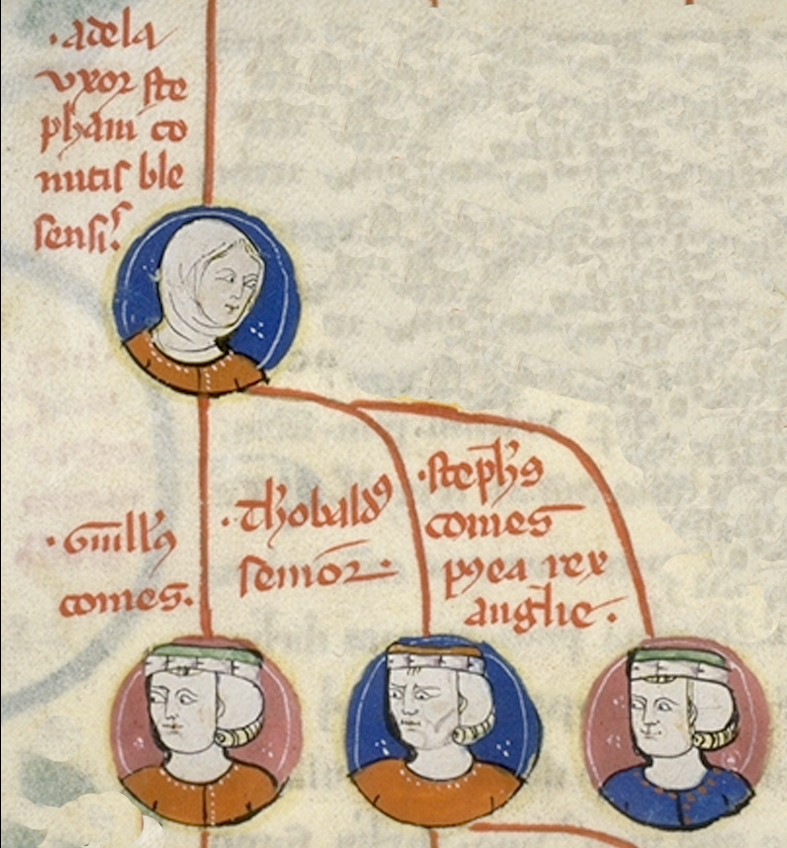
La comtesse Adèle d'Angleterre et ses trois fils aînés. De gauche à droite : Guillaume, Thibaut et Étienne, qui sera plus tard roi d'Angleterre (représentation du début du XIVe siècle).

Vers 1105, il épouse Agnès de Sully, fille de Gilles II, seigneur de Sully, et de Edelburge de Bourges (fille de Geoffroi IV, vicomte de Bourges), dont il a cinq enfants connus :
- Eudes (ou Archambaud) de Sully († après 1162), qui succède à son père ;
- Raoul de Sully († 21 septembre 1176, inhumé à Notre Dame de La Charité-sur-Loire), abbé de Cluny ;
- Henri de Sully († 10 janvier 1187), abbé de Fécamp ;
- Marguerite de Sully († 14 décembre 1145), qui épouse Henri Ier, comte d'Eu, dont elle a trois enfants (Jean, qui succède à son père, Etienne et Mathilde) ;
- Elisabeth de Sully († juillet 1128), abbesse de la Trinité de Caen.

## Sources
- Marie Henry d'Arbois de Jubainville, Histoire des Ducs et Comtes de Champagne, 1865.
- Supplément aux anciennes éditions du grand dictionnaire historique de Moreri, 1712.